# HD 75898 b
HD 75898 b ist ein Exoplanet, der den gelben Unterriesen HD 75898 alle 204,2 Tage umkreist. Auf Grund seiner hohen Masse wird angenommen, dass es sich um einen Gasplaneten handelt.

## Entdeckung
Der Planet wurde mit Hilfe der Radialgeschwindigkeitsmethode von Sarah E. Robinson et al. im Jahr 2007 entdeckt.

## Umlauf und Masse
Der Planet umkreist seinen Stern in einer Entfernung von ca. 0,737 Astronomischen Einheiten bei einer Exzentrizität von 35 % und hat eine Masse von ca. 470,5 Erdmassen bzw. 1,48 Jupitermassen.